# Ambodifototra
Ambodifototra ou Ambodifotatra est la principale ville et chef lieu de l'île Sainte-Marie, à Madagascar.

## Histoire
Des pirates se sont installés dans cette baie et l’ont fortifiée au XVIIe siècle. De nombreuses épaves pirates se trouvent dans la baie et les objets qui y ont été découverts sont dans le musée de l’îlot Madame.

## Culture locale et patrimoine
- À la sortie sud de l’île est érigée la plus vieille église catholique malgache. Elle fut construite en 1857 à l’initiative de Mgr Dalmond, premier évêque de la Grande Île. Son autel en fonte est un cadeau de l’impératrice Eugénie.
- Le vieux fort Sainte-Marie fut construit dans les années 1750 par la compagnie française des Indes Orientales. Il servit ensuite de bagne pour l’administration coloniale de 1903 à 1956.
- Un cénotaphe à la mémoire de Sylvain Roux est érigé non loin du fort[2].

## Personnalités liées à Ambodifotora
- Pierre Dalmond (1800-1847), missionnaire catholique, premier évêque de Madagascar, mort à l'hôpital de la ville. « Sa dépouille repose dans l’église catholique d’Ambodifototra »[3].
- Sylvain Roux  (1765-1823), négrier français envoyé en 1818 pour réaffirmer les prétentions françaises sur l’île Sainte-Marie. Il mourut de fièvres en 1823.